# Epropetes zonula
Epropetes zonula là một loài bọ cánh cứng trong họ Cerambycidae.